# 中央軌道

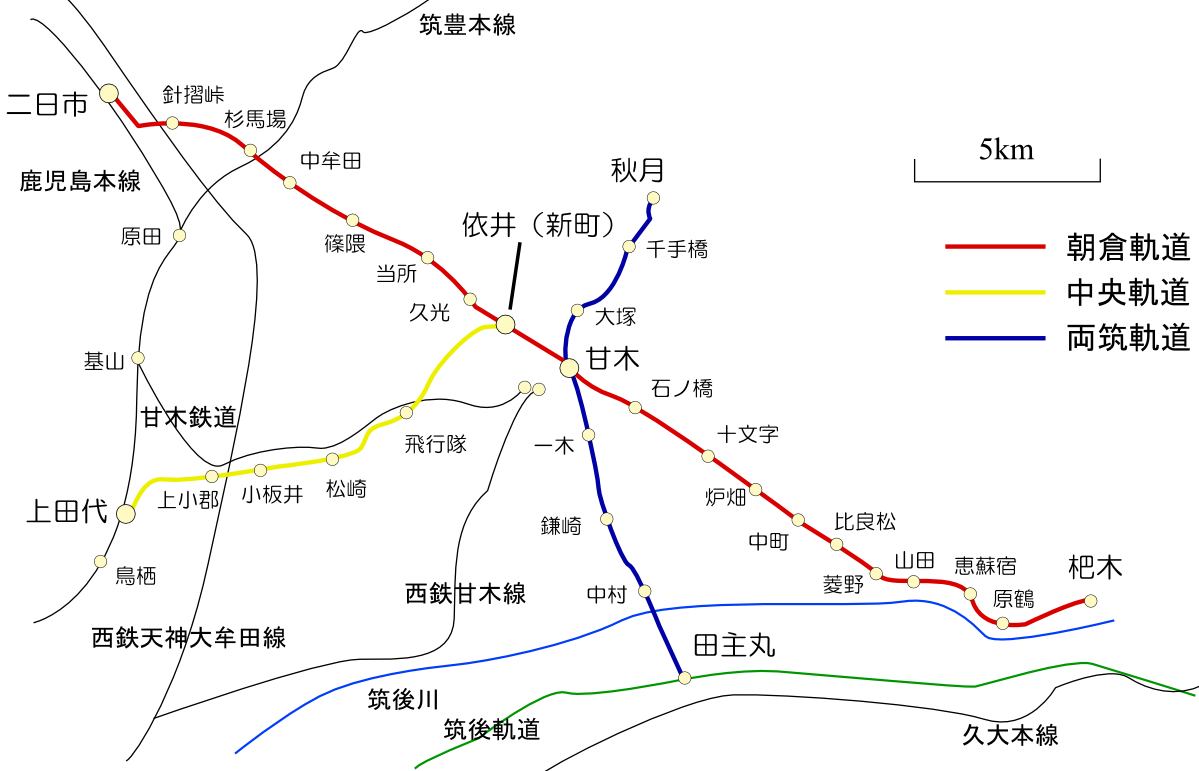
甘木周辺の鉄道概略図。黒線は現存する鉄道路線

中央軌道（ちゅうおうきどう）は、1921年から1928年まで福岡県朝倉郡甘木町（現朝倉市）・三井郡大刀洗村（現大刀洗町）などで軽便鉄道・乗合バスを運営していた日本の企業、および同社が運営していた鉄道路線である。経営不振から朝倉軌道に事業が吸収された。

## 概要

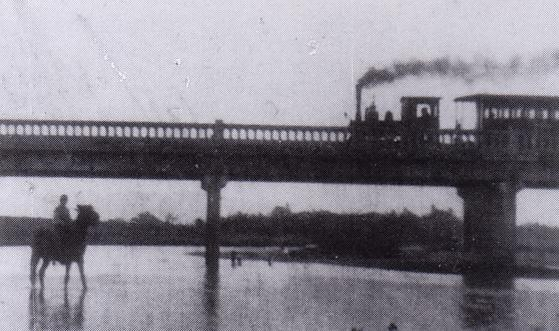
旧大板井橋を渡る中央軌道列車

1916年（大正5年）ごろ、建設の決まった太刀洗飛行場への輸送などを目的に、鳥栖から飛行場正門を経由して三輪町（現・筑前町）の中心地であり朝倉軌道の停留所があった新町までを結ぶ路線として計画された鉄道が中央軌道である。1917年（大正6年）12月22日に特許を取得し、1919年（大正8年）1月1日に会社が設立された。社長は、かつて八坂会社（銀行類似会社）の社長を務め、鳥栖駅の駅弁販売会社である八ツ橋屋（現・中央軒）の設立にも関わった八坂甚八。
1921年（大正10年）7月1日に、新町-松崎間6.8kmが開業して営業を開始した。1924年（大正13年）4月25日には松崎-上小郡（九州鉄道小郡駅（現・西鉄天神大牟田線西鉄小郡駅）に接続）間3.0kmを開業させ、飛行場への引き込み線建設も申請された（開設年月日は不明）。また、この頃にはバス事業にも進出し、甘木-大刀洗飛行場間で路線を運営した。
そして1927年（昭和2年）2月24日、小郡-上田代（鹿児島本線田代駅に接続）間2.9kmが開業し、全線開業する。当初は鳥栖まで伸ばす予定であったにもかかわらず田代止まりとなったのは、鹿児島本線との立体交差ができなかったためであった。
こうして全通した中央軌道であったが、1927年度の1日1kmあたりの旅客数は16人と、同地域の朝倉軌道（同64人）と比べても1/4という低水準であり、経営状態は厳しいものであった。このため、1928年（昭和3年）5月には、無許可で運行が休止される。同年、朝倉軌道がこれを4万円で譲り受け、9月から朝倉軌道田代線として運行再開した（ただし、書類上の運転再開日は翌年1月11日である）。
しかし、田代線となってからも輸送量は伸びず、1933年（昭和8年）2月16日には、水害を理由に上小郡-上田代間に休止許可が下りた（実際にはもっと早い段階に無許可で運行休止がされていただろうとも推測されている）。その上、休止後すぐに、無許可で線路は撤去してしまっていた。
さらに翌1934年（昭和9年）9月には、飛行隊-上小郡間がやはり無許可での運行休止となる。事後で廃止申請が行なわれ、1936年（昭和11年）6月14日に廃止が許可された。
1935年（昭和10年）12月には、大刀洗飛行場への輸送力増強などを目的に、基山-大刀洗-甘木を結ぶ国鉄甘木線（現・甘木鉄道甘木線）の建設が正式に決定される。バスに押される形で営業成績が苦しくなってきていた朝倉軌道は、甘木線建設に因る補償金を受けて廃業する道を選び、1940年（昭和15年）4月19日、田代線残存部分（依井-飛行隊）を含む朝倉軌道全線は廃止され、ここに旧中央軌道の路線は消滅した。なお、末期の田代線は、飛行隊への貨物輸送のみを1日2回（時刻不定）行なうという形で細々と営業が継続されている状態であった。
路線の大部分は現在の国道500号上に敷設されていた。

### 路線データ
- 路線距離（営業キロ）：12.7km
- 軌間：914mm
- 駅数：20駅（起終点駅含む）
- 複線区間：なし（全線単線）
- 電化区間：なし（全線非電化）

## 年表
- 1917年（大正6年）12月22日 軌道敷設の特許。動力は瓦斯[2][3]。
- 1918年（大正7年）12月15日 中央軌道株式会社創立総会。
- 1919年（大正8年）1月1日 会社設立。
- 1921年（大正10年）7月1日 新町-松崎間6.8kmが開業[4]。動力は蒸気。
- 1924年（大正13年）4月25日 松崎-上小郡間3.0kmが開業[4]。
- 1927年（昭和2年）2月24日 上小郡-上田代間2.9kmが開業[4]。
- 1928年（昭和3年）5月 運行休止。
- 1928年（昭和3年）9月12日 朝倉軌道が福岡県知事への肩代わり運行を報告。
- 1928年（昭和3年）12月14日 朝倉軌道に対し軌道譲渡を許可[5]。
- 1929年（昭和4年）1月11日 形式上の朝倉軌道田代線運転開始日。
- 1933年（昭和8年）2月16日 水害を理由に上小郡-上田代間休止許可。
- 1934年（昭和9年）9月 飛行隊-上小郡間運行休止。
- 1937年（昭和12年）7月20日 飛行隊-上田代間が正式に廃止[6]。
- 1940年（昭和15年）4月19日 全線廃止[7]。

## 駅一覧
新町（1928-30年頃、依井へ改称） - 柿木原 - 野町 - 山隈 - 航空隊前（1924年頃、飛行隊前へ改称） - 原地蔵 - 花立 - 十文字 - 今隈 - 警察署前 - 松崎 - 女学校前 - 上岩田 - 宝満川 - 大板井 - 上小郡 - 下小郡 - 幡崎 - 姫方 -上田代
また、駅以外の場所でも乗客は乗降できた。

## 輸送・収支実績
| 年度 | 輸送人員（人） | 貨物量（トン） | 営業収入（円） | 営業費（円） | 営業益金（円） | その他益金（円） | その他損金（円） |
| ---- | -------------- | -------------- | -------------- | ------------ | -------------- | ---------------- | ---------------- |
| 1921 | 30,489         | 167            | 5,328          | 8,668        | ▲ 3,340        |                  |                  |
| 1922 | 80,958         | 2,267          | 10,773         | 24,945       | ▲ 14,172       |                  |                  |
| 1923 | 70,117         | 1,800          | 11,023         | 22,764       | ▲ 11,741       |                  |                  |
| 1924 | 66,622         | 1,652          | 19,878         | 26,011       | ▲ 6,133        |                  |                  |
| 1925 | 49,832         | 1,962          | 9,889          | 19,060       | ▲ 9,171        | 1,195            | 1,732            |
| 1926 | 34,517         | 2,906          | 11,428         | 17,955       | ▲ 6,527        |                  | 623              |
| 1927 | 71,386         | 1,111          | 12,551         | 33,739       | ▲ 21,188       |                  | 1,860、雑損89    |
| 1928 | 38,861         | 926            | 5,850          | 17,277       | ▲ 11,427       |                  |                  |

鉄道省鉄道統計資料、鉄道統計資料より